# Нигер на Летњим олимпијским играма 1984.
Нигер се после пропуштених Летњих олимпијских игара  у у Монтреалу 1976. и  Москви 1980., поново укључио на Олимпијским играма у Лос Анђелесу 1984.. 
Престављала су га четворица младих спортиста који су се такмичили у два индивудуална спорта: боксу и атлетици. Ово је  био први пут да се поред бокса укључуи и други спорт. Најмлађи је био атлетичар Адаму Аласан са 24 године и 6 дана. а најстарији такође атлетичар Муса Девеј са 26 година и 101 дан.

Националну заставу на свечаном отварању Игара носио је по четврти пут боксер дебитант Бубагар Сумана.
Преставници Нигера нису освојили ниједну медаљу.

## Учесници по дисциплинама
| Спорт      | Мушкарци | Жене | Укупно |
| ---------- | -------- | ---- | ------ |
| Атлетика   | 2        | 0    | 2      |
| Бокс       | 2        | 0    | 2      |
| Укупно (2) | 4        | 0    | 4      |

## Резултати

### Атлетика
Мушкарци
| Атлетичар    | Дисциплина | Лични рекорд | Квалификације   | Квалификације   | Полуфинале           | Полуфинале           | Финале               | Финале               | Детаљи                                 |
| Атлетичар    | Дисциплина | Лични рекорд | Резултат        | Место           | Резултат             | Место                | Резултат             | Место                | Детаљи                                 |
| ------------ | ---------- | ------------ | --------------- | --------------- | -------------------- | -------------------- | -------------------- | -------------------- | -------------------------------------- |
| Муса Давеј   | 800 м      | 1:50,8       | Дисквалификован | Дисквалификован | Дисквалификован      | Дисквалификован      | Дисквалификован      | Дисквалификован      |                                        |
| Адаму Аласан | 1.500 м    |              | 3:56,43 ЛР      | 9. у гр. 4      | Није се квалификовао | Није се квалификовао | Није се квалификовао | Није се квалификовао | Архивирано на веб-сајту (3. март 2016) |

### Бокс
| Боксер         | Дисциплина      | 1. коло                                   | 2. коло            | 3. коло            | Четвртфинале       | Полуфинале         | Финале             | Финале  | Детаљи |
| Боксер         | Дисциплина      | Противник Резултат                        | Противник Резултат | Противник Резултат | Противник Резултат | Противник Резултат | Противник Резултат | Пласман | Детаљи |
| -------------- | --------------- | ----------------------------------------- | ------------------ | ------------------ | ------------------ | ------------------ | ------------------ | ------- | ------ |
| Шибу Амла      | мува - 51 кг    | Давид Муаба · Танзанија · Пор 0 : 5       | Није се пласирао   | Није се пласирао   | Није се пласирао   | Није се пласирао   | Није се пласирао   | = 17.   | [ 2 ]  |
| Бубагар Сумана | перолака -57 кг | Стив Паџендем · Канада · Пор TKO 3. рунда | Није се пласирао   | Није се пласирао   | Није се пласирао   | Није се пласирао   | Није се пласирао   | =32.    | [ 3 ]  |